# Tschigorin-Schachklub

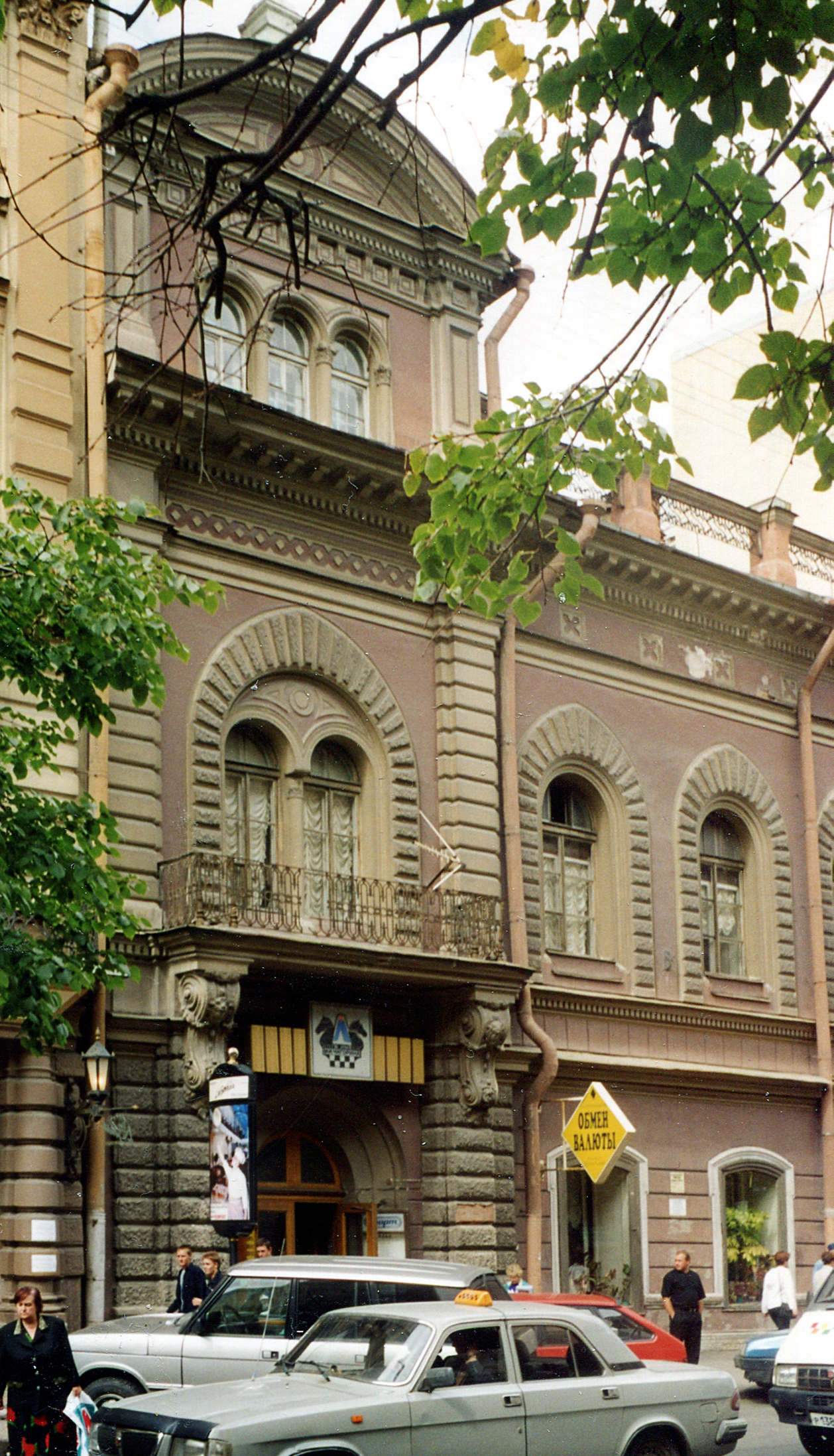
Tschigorin-Schachklub, 2006

Der Tschigorin-Schachklub (russisch Шахматный клуб имени М. И. Чигорина) ist ein Schachverein aus der russischen Stadt Sankt Petersburg. Er ist benannt nach dem russischen Schachspieler Michail Tschigorin.

## Geschichte
Im Jahr 1933 wurde der Verein gegründet. Im Februar 1937 bezog er ein an der Scheljabow Straße im Stadtzentrum gelegenes Gebäude. Dieses entstand 1772 nach den Entwürfen des deutsch-russischen Architekten Georg Veldten und diente ursprünglich als französisch-reformierte Kirche. Nach der Oktoberrevolution wurden hier theologische Kurse für die Baptisten angeboten. Nach 1930 fand es weitere Verwendung als Haus der atheistischen Propaganda.
Der erste Vereinsleiter war Jakow Rochlin, ein Schachfunktionär und Freund von Michail Botwinnik. Kurz nach der Eröffnung fand im Klub ein Schachturnier mit Beteiligung von Reuben Fine, Grigori Löwenfisch, Wsewolod Rauser und weiteren Spielern statt. Als Sieger ging Fine hervor. In der Folgezeit wurden in Vereinsräumen die sowjetische Meisterschaft 1956, viele Stadtmeisterschaften und andere Turniere durchgeführt. Der Verein, der seit 1958 den Beinamen Tschigorin trug, spielte zudem im Leben von Anatoli Karpow eine nicht unbedeutende Rolle. Im Sommer 1966 erfüllte er hier bei einem Scheveninger Turnier seine Meisternorm.

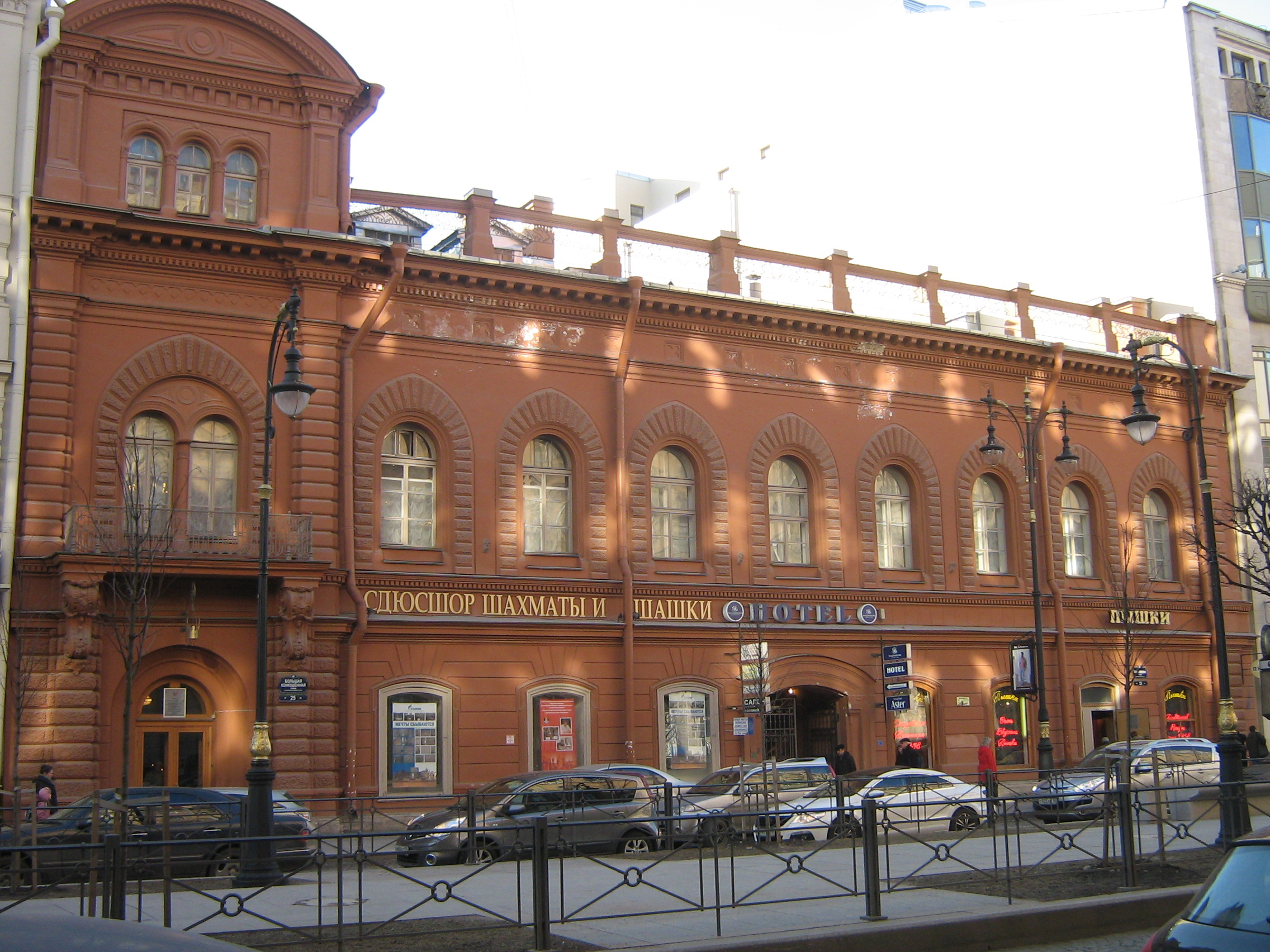
Tschigorin-Schachklub, 2012

Mitte der 1960er Jahre betrug die Gesamtfläche des Vereins ca. 900 m². Die Vereinsbibliothek umfasste etwa 2000 Bände. Zu den Mitarbeitern zählten zu verschiedenen Zeiten Witali Tschechower, Nikolai Nowotelnow, Gennadi Sosonko, Pawel Kondratjew, Gennadi Nessis, Wladislaw Worotnikow und Anatoli Krutjanski. Auch bekannte Schachkomponisten, unter anderem Wladimir Korolkow und Awenir Popandopulo, waren am Vereinsleben aktiv beteiligt.
Nach der Auflösung der Sowjetunion war es für den Verein kaum möglich, seinen Spielbetrieb aufrechtzuerhalten. Im Jahr 1994 wurde in seinen Räumen eine Schachschule für Kinder und Jugendliche eröffnet, dazu kamen kleinere Abteilungen für Damespiel und Gorodki. Als Trainer wurden im Laufe der Jahre Alexander Kotschijew, Waleri Loginow, Marat Makarow, Sergei Ionow, Waleri Popow und Andrei Lukin beschäftigt. Bekannte Schüler sind Pjotr Swidler, Wassili Jemelin, Alexander Schimanow, Kirill Alexejenko, Jewgenija Owod, Anastassija Bodnaruk, Alina Balajan und Anna Stjaschkina. Mit Unterstützung von Gazprom wurden Restaurierungsarbeiten am Gebäude durchgeführt und im September 2009 abgeschlossen. Im russischen Schachpokal-Finale, das schon im November desselben Jahres dort stattfand, siegten Jewgeni Barejew (offene Gruppe) und Tatjana Stepowaja.
Obwohl der Verein eigentlich nicht mehr funktionierte, nahmen auf der Basis der Schachschule formierte Mannschaften seit den 2000er Jahren an der russischen Mannschaftsmeisterschaft teil. Um 2003 wurde die Frauenmannschaft Tschigorin-Schachklub zusammengestellt, die Männermannschaft folgte im Dezember 2004. Im Jahr 2004 belegten die Frauen den dritten, 2015 und 2016 als Sdjuschor SchSch (russisch СДЮСШОР ШШ) den zweiten Platz. Sie spielten außerdem dreimal am European Club Cup. Das beste Ergebnis der Männermannschaft in der russischen Meisterschaft war der sechste Platz 2011, 2012 und 2014.